# Philippe Charles Jean Baptiste Tronson du Coudray
Philippe-Charles-Jean-Baptiste Tronson du Coudray (né à Reims le 8 septembre 1738 et mort à Philadelphie le 11 septembre 1777) est le frère de l'avocat Guillaume Alexandre Tronson du Coudray.

## Carrière scientifique
Il fut également correspondant de l'Académie des sciences. Ami de Jean-Baptiste Vaquette de Gribeauval, il a consacré ses écrits à l'usage de l'artillerie et à l'art du mineur, questions qui l'ont amené à soutenir la controverse avec le marquis Antoine Baratier Saint-Auban (es) (1713-1783) et le comte de Buffon (1707-1788) en particulier.

## Carrière militaire
Chef de brigade d'artillerie, il avait en cette arme un grand renom. Il fut recruté par Silas Deane pour être un interlocuteur local des Insurgés et lui fut promis le rang de général de l'armée américaine. Il obtint la permission d'aller en Amérique comme volontaire et partit avec une troupe de vingt-neuf officiers dont le major Thomas Conway, futur gouverneur de l'Isle de France, douze sergents français et deux cents canons  pour rejoindre l'armée de George Washington. Ils étaient sur le premier bâtiment frété par Pierre-Augustin Caron de Beaumarchais, l'Amphitrite, parti du Havre en janvier 1777. 
La suite du voyage de l'Amphitrite sera mouvementée, du Coudray, trouvant le bateau trop peu assez approvisionné, exige du capitaine Fautrel une escale à Lorient ! Alors qu'ils avaient réussi à quitter la France. Francy, le secrétaire de Beaumarchais, accourt sur place, mais le malheur est fait, le vicomte de Stormont ayant la preuve qu'une expédition destinée aux États-Unis a été préparée avec l'accord du gouvernement français. Charles Gravier de Vergennes est furieux, et la Cour envoie l'ordre à du Coudray de débarquer et de rejoindre son corps à Metz. Comme l'écrit Beaumarchais à Francy : « le diable est arrivé dans nos affaires ». Après tous ces ennuis, du Coudray débarqué, l'Amphitrite peut repartir, mais Fautrel a dû signer « une soumission positive et par écrit qu'il n'irait qu'à Saint-Domingue sous toutes les peines qu'il plairait de lui infliger à son retour s'il y manquait ». Il ne s'imagine pas les conséquences de cet engagement. C'est au retour du navire que Jean Peltier Dudoyer, armateur nantais, s'occupera de l'Amphitrite, une source d'ennuis pour tout le monde. 
C'est finalement à Bordeaux qu'il s'embarqua. Arrivé en mai 1777 aux États-Unis, des tensions se firent jour avec les autres officiers généraux sur la place laissée aux Français, le plus virulent étant Henry Knox. Du Coudray fut donc nommé inspecteur général des approvisionnements et manufactures militaires. Il participait aux améliorations des forts comme ceux de Mercer, Mifflin et Billinsport. Le Congrès l'éleva au grade de major général et commandant de toute l'artillerie.
Le 17 septembre 1777, il traversait la Schuylkill sur un bateau plat lorsque le cheval trop fringant, qu'il montait, se mit à reculer et précipita son cavalier dans la rivière, où il se noya. Son aide de camp, Roger, tenta de le sauver. Du Coudray fut enterré aux frais des États-Unis au cimetière de l'église Sainte-Marie de Philadelphie. Il était très mécontent des procédés de Beaumarchais envers lui.

## Publications
- Discussion nouvelle des changemens faits dans l'artillerie, 1766
- Artillerie nouvelle, ou Examens des changemens faits dans l'artillerie française depuis 1765, Amsterdam, 1772
- Essai sur l’agriculture, 1774, in-8°
- Mémoire sur la meilleure méthode d'extraire et de raffiner le salpêtre, Uppsala et Paris : Ruault, 1774
- Mémoire sur la manière dont on extrait en Corse le fer de la mine d'Elbe, d'où l'on déduit une comparaison de la méthode catalane en général avec celle qui se pratique dans nos forges, Paris, 1775
- L’Ordre profond et l’Ordre mince, considérés par rapport aux effets de l’Artillerie, Metz, 1776